# الغواصة الألمانية يو-463
غواصة يو-463 غواصة يو بوت ألمانية صممت لإعادة تزويد غواصات يو الأخرى بالإمدادات والذخيرة (تلقب هذه الفئة Milchkuh أو حليب البقر) من الفئة الرابعة عشر بنيت لسلاح بحرية ألمانيا النازية كريغسمارينه، في أحواض دويتشه فيرك في كيل خلال الحرب العالمية الثانية. وضعت عارضة لها في 8 مارس 1941 من قبل دويتشه فيرك في كيل. تم إطلاقها في 20 ديسمبر 1941 وتم تشغيلها في 2 أبريل 1942.